# Gustaf Adolf Schuknecht
Gustaf Adolf Schuknecht, född 1806, död 15 februari 1881 i Stockholm, var en svensk konstnär och ritlärare.
Han var son till fänriken och kommissarien vid Serafimerlasarettet Gustaf Adolf Schuknecht och Sofia Maria Hagelbeck. Schuknecht var fanjunkare och svärdsman vid Svea livgarde men tog avsked 1860 för att tillträda en tjänst som ritlärare vid Lyceum i Norrköping. Bland hans elever från skolan märks Reinhold Norstedt som senare även tog privatlektioner för Schuknecht. Efter sin tid i Norrköping uppges han arbeta som vaktmästare vid Nationalmuseum. Hans konst består av landskap och porträtt. Schuknecht var även konstsamlare och sålde några av sina skisser utförda av Jean-Baptiste Oudry till Nationalmuseum och i hans kvarlåtenskap ingick 37 skisser i olja av Carl Fredric von Breda som Schuknecht köpt på auktion efter Pehr Gustaf von Heideken 1864. Schuknecht är representerad vid Nationalmuseum.